# 折りたたみナイフ現象
折りたたみナイフ現象 (英語: Clasp-knife response)とは、四肢の関節を他動的に動かそうとすると強い抵抗が見られるが、その後抵抗が急激に弱くなるという現象のことである。折りたたみナイフに力を加えると急激に閉じる様子に似ているため、この名がついた。上位運動ニューロン障害に特徴的な反応のひとつである。